# 須上佳名子
須上 佳名子（すがみ かなこ、1984年1月1日 - ）は日本の女優、小説家、芸人。

## 経歴
山口県宇部市出身。早稲田大学第二文学部卒業。
2008年、早稲田大学を卒業後本格的に女優の道に進む傍ら、小説を始めとする文筆活動を継続的に行っている

## 人物
- 早稲田大学在学中は射撃部に所属し主将を務めた。国体出場経験もある。
- 性格は本人が評するところ、「良くも悪くもマイペース」[1]。
- 実年齢より若く見える童顔であるらしい[2]。

## 出演

### 舞台
- 聖ルドビコ学園2009『卒業大作戦！！』 （2009年、サンモールスタジオ）
- ルドビコ★vol.6『HAMLET - 青い薔薇のくちづけ - 』 （2010年、原宿クエストホール） - カナーリア 役 、他

### 映画
- 2011 短編映画「懺悔録」
- 2012 「芦沢アーチダム」
- 2012 短編映画「木曜日午後８時」
- 2012 「フェイク・フェイス」
- 2012 「スターチャイルド」

### テレビドラマ
- 2013 「サキ」（関西テレビ） - 客 役

### CM
- カミソリCM
- 2013 「ソフトバンク」